# Naissance en 1980
Naissance
- 1976
- 1977
- 1978
- 1979
- 1980
- 1981
- 1982
- 1983
- 1984

Les naissances en 1980 concernent les personnalités nées entre le 1er janvier et le 31 décembre 1980.

## Janvier
- 1er janvier : 

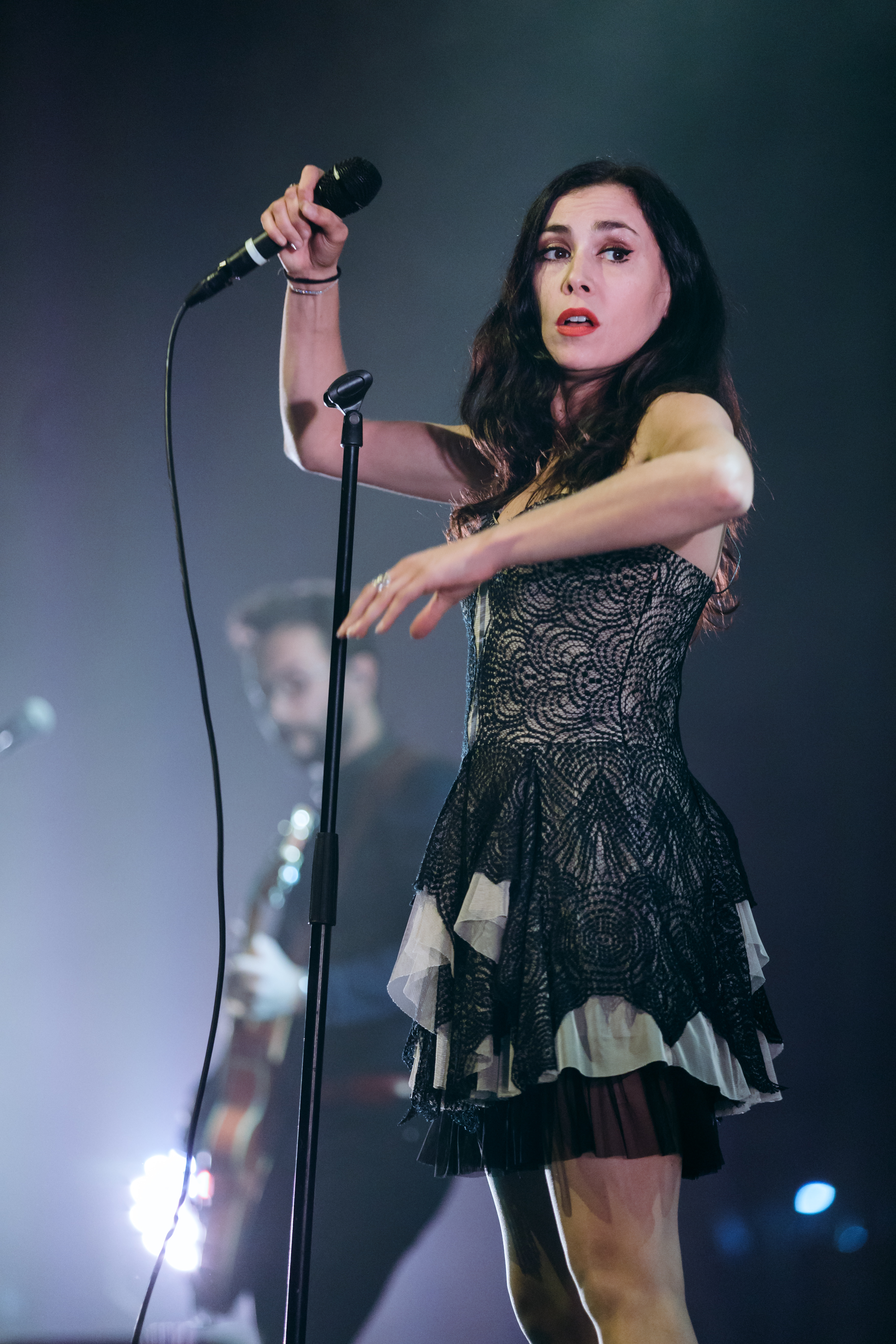
Olivia Ruiz en 2017.

  - Emmanuel Jal, artiste, acteur, activiste politique et ancien enfant soldat sud-soudano-canadien.
  - Jennifer Lauret, actrice française.
  - Julie Bernard,  actrice franco-belge.
  - Olivia Ruiz, auteure-compositrice-interprète, actrice, réalisatrice et romancière française.
  - Virginie Boutin, photographe plasticienne et essayiste française.
- 2 janvier : 
  - David Gyasi, acteur britannique.
  - Kemi Badenoch, femme politique britannique d'origine nigérian.
- 4 janvier :
  - Alexandra Jiménez, actrice espagnole
  - Cüneyt Vicil, footballeur en salle belgo-turc.
  - Erin Cahill, actrice américaine.
  - June Diane Raphael, actrice, humoriste, podcasteuse, scénariste et productrice américaine.
- 7 janvier : Michael Wright, joueur de basket-ball américano-turc († 10 novembre 2015).
- 8 janvier : 
  - Lucia Recchia, skieuse italienne.
  - Rachel Nichols, actrice et mannequin américaine.
- 12 janvier : Sina Heffner, sculptrice allemande.
- 13 janvier : Wolfgang Loitzl, sauteur à ski autrichien.
- 15 janvier : Noura Erakat, professeure de droit palestino-américaine.
- 16 janvier : Seydou Keita, footballeur malien.
- 17 janvier : Zooey Deschanel, actrice, productrice, chanteuse, auteure-compositrice et musicienne américaine.
- 18 janvier, Jason Segel, acteur, scénariste, producteur et musicien américain.
- 19 janvier :
  - Jenson Button, pilote de Formule 1 britannique.
  - Luke MacFarlane, acteur et musicien canadien.
- 20 janvier :
  - Matthew Tuck, chanteur et guitariste de Bullet for My Valentine.
  - Maeva Méline, chanteuse et comédienne française.
  - Karl Anderson, catcheur professionnel américain.
- 21 janvier : Nana Mizuki, seiyu et chanteuse japonaise.
- 22 janvier : Lord Vinheteiro, pianiste, YouTubeur et humoriste brésilien.
- 24 janvier : Nicolas Le Phat Tan, acteur, producteur et réalisateur du cinéma français.
- 25 janvier :
  - Michelle McCool, catcheuse professionnelle de la WWE.
  - Xavi Hernandez, footballeur espagnol.
- 27 janvier : Marat Safin, joueur de tennis russe.
- 28 janvier : Nick Carter, chanteur américain.
- 29 janvier : 
  - Jason James Richter, acteur américain.
  - George Al Rassy, chanteur libanais († 27 août 2022).
- 30 janvier : Kaaris, rappeur français.

## Février

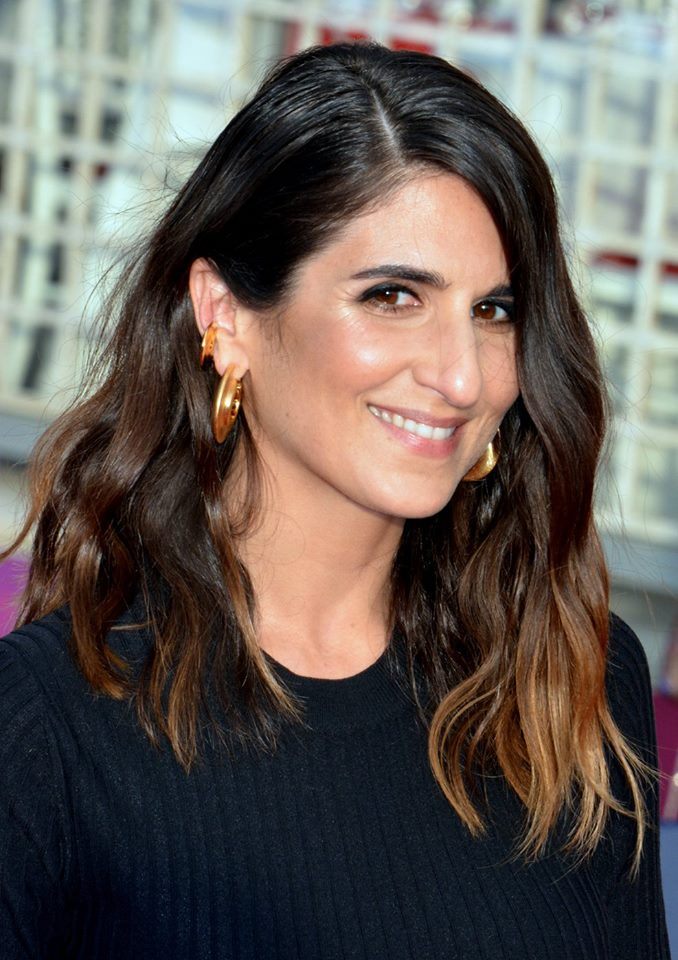
Géraldine Nakache en 2018.

- 1er février : Clémence Allain, chercheuse au CNRS.
- 2 février :
  - Florent Balmont, footballeur français.
  - Cyril Garnier, humoriste français.
- 5 février : 
  - Kamel le Magicien, magicien français.
  - Hakki Akdeniz, restaurateur, chef d'entreprise et philanthrope américain.
- 7 février : Lee Jeong-hyeon, chanteuse et actrice sud-coréenne.
- 10 février :
  - Gordon D'Arcy, joueur de rugby irlandais.
  - Pape Badiane, joueur de basket-ball français († 23 décembre 2016).
- 12 février :
  - Christina Ricci, actrice américaine.
  - Juan Carlos Ferrero, joueur de tennis espagnol.
- 13 février : Louise Stephanie Zeh, judokate camerounaise.
- 16 février : Géraldine Nakache, actrice et réalisatrice française.
- 18 février :
  - Regina Spektor, musicienne américaine.
  - Walter Young, joueur de baseball américain († 19 septembre 2015).
- 19 février : Steevy Boulay, chroniqueur télé et radio français.
- 20 février : Élise Huchard, primatologue française.
- 21 février : Jigme Khesar Wangchuck, roi du Bhoutan depuis 2006.
- 22 février : Milen Dobrev, haltérophile bulgare († 21 mars 2015).
- 24 février :
  - Naïm, humoriste français.
  - Shinsuke Nakamura, catcheur professionnel japonais.
- 26 février :
  - Kak Channthy, chanteuse cambodgienne († 20 mars 2018).
  - Aree Wiratthaworn, haltérophile thaïlandaise.
- 27 février : 
  - Chelsea Clinton, fille unique d'Hillary et de Bill Clinton.
  - Don Diablo, DJ néerlandais.
  - Bezalel Smotrich, politicien israélien.
- 28 février :
  - Javier Castaño, matador espagnol.
  - Sigurd Pettersen, sauteur à ski norvégien.

## Mars

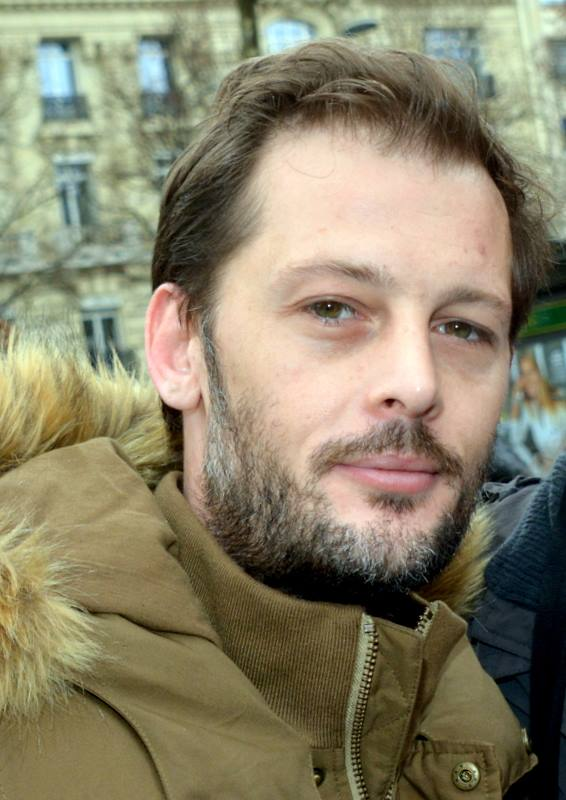
Nicolas Duvauchelle en 2017.

- 2 mars : Sunny Lane, actrice de charme américaine.
- 3 mars : El Bahi Lazaref, footballeur algérien.
- 4 mars : Justyna Kozdryk, haltérophile polonaise.
- 5 mars : Renan Luce, chanteur et auteur-compositeur français.
- 7 mars : Laura Prepon, actrice et mannequin américaine.
- 8 mars : Fatoumata Traoré, actrice burkinabè.
- 9 mars : Matthew Gray Gubler, acteur américain.
- 12 mars :
  - Olga Sokolow, actrice française († 13 mars 2018).
  - Ruth Hunt, personnalité politique galloise.
- 15 mars : Kang Ye-won, actrice sud-coréenne.
- 18 mars : 
  - Natalia Poklonskaïa, femme politique russe.
- 21 mars :
  - Deryck Whibley, chanteur, guitariste rythmique, leader et compositeur canadien de Sum 41.
  - Ronaldinho, footballeur brésilien.
- 23 mars : Asaf Avidan, auteur-compositeur-interprète israélien.
- 26 mars : Joep van der Geest, acteur et metteur en scène néerlandais.
- 27 mars : 
  - Nicolas Duvauchelle, acteur français.
  - Tai Orathai, actrice, vidéaste et chanteuse thaïlandaise.
- 29 mars :
  - Robert Archibald, joueur de basket-ball britannique († 23 janvier 2020).
  - Alena Kánová, pongiste slovaque.
- 31 mars : 
  - Carolina Dijkhuizen, actrice et chanteuse néerlandaise.
  - Kate Micucci, actrice, humoriste, chanteuse et auteure américaine.

## Avril
- 1er avril : Randy Orton, catcheur américain.
- 2 avril : Hinda Déby Itno, Première Dame tchadienne de 2005 à 2021.
- 4 avril : Gong Hyo-jin, actrice sud-coréenne.
- 5 avril : Joris Mathijsen, footballeur néerlandais.
- 6 avril : 
  - Charly Black, chanteur jamaïcain.
  - Tanja Poutiainen, skieuse alpine finlandaise.
- 7 avril : Bruno Covas,homme politique brésilien († 16 mai 2021).
- 10 avril : Charlie Hunnam, acteur britannique.
- 12 avril : Tep Vanny, militante cambodgienne.
- 14 avril : Steven Holcomb, pilote de bobsleigh américain († 6 mai 2017).
- 15 avril :
  - Fränk Schleck, coureur cycliste luxembourgeois.
  - Pierre-Alain Frau, footballeur français.
- 19 avril : Alexis Thorpe, actrice américaine.
- 20 avril :
  - Christophe Grégoire, footballeur belge.
  - Vibeke Skofterud, fondeuse norvégienne († 29 juillet 2018).
- 21 avril :
  - Hiro Shimono, seiyū japonais affilié avec I'm Enterprise (en).
  - Vincent Lecavalier, hockeyeur canadien.
- 23 avril : 
  - Taio Cruz, chanteur anglais.
  - Marjorie de Sousa, actrice vénézuélienne.
- 25 avril : Lee Spick, joueur de snooker anglais († 26 janvier 2015).
- 26 avril :
  - Jordana Brewster, actrice américano-brésilienne.
  - Laurent Ournac, acteur français.
- 28 avril : Nina Elle, actrice pornographique allemande.
- 29 avril : Adrien Antoine, acteur français.
- 30 avril : Luis Scola, basketteur argentin.

## Mai
- 1er mai :

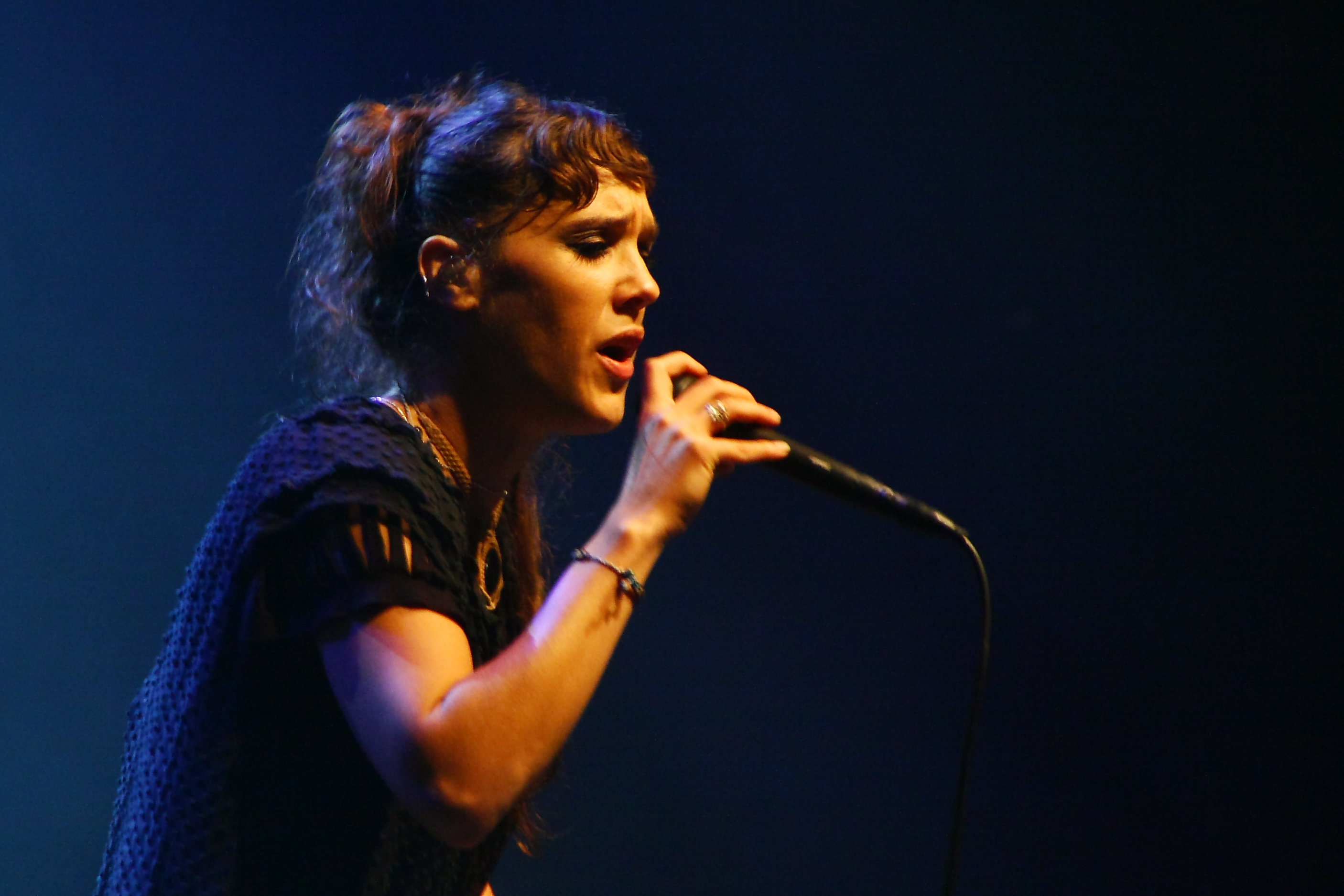
Zaz en 2011.

  - Helen Owen, actrice de théâtre anglaise.
  - Zaz, chanteuse française.
- 4 mai : Joe van Niekerk, joueur de rugby sud-africain.
- 5 mai : Somaya Bousaïd, athlète handisport tunisienne.
- 7 mai : Sabina Aliyeva, femme politique azérie.
- 9 mai : Mehdi Khaldoun, judoka français.
- 10 mai : Zaho, auteur-compositrice-interprète, guitariste et chanteuse algéro-canadienne.
- 12 mai : Rishi Sunak, homme politique britannique, Premier ministre du Royaume-Uni depuis 2022.
- 14 mai : Florent Peyre, humoriste français.
- 15 mai :
  - Åsa Lindhagen, femme politique suédoise.
  - Cécile Brogniart, joueuse de rink hockey française.
- 19 mai :
  - Drew Fuller, acteur américain.
  - Ielena Kroutova, archère russe.
- 20 mai : Juliana Pasha, chanteuse albanaise.
- 21 mai :
  - Mamoutou Diarra, basketteur français.
  - Gotye (Wouter De Backer dit), auteur-compositeur et musicien belgo-australien.
  - Anika Moa, chanteuse néo-zélandaise.
  - Benoît Peschier, kayakiste français, champion olympique.
  - Kweku Adoboli, trader opérant à la banque suisse UBS, à Londres, connu pour son rôle dans la perte de trading de la banque UBS en 2011.
- 22 mai : Lucy Gordon, actrice britannique († 20 mai 2009).
- 24 mai : Kareen Antonn, chanteuse française.
- 25 mai : Yamen Manaï, écrivain tunisien.
- 30 mai : 
  - Christelle Bosker, athlète handisport sud-africaine.
  - Steven Gerrard, footballeur anglais.
- 31 mai : Marshall Dixon, rappeur congolais.

## Juin

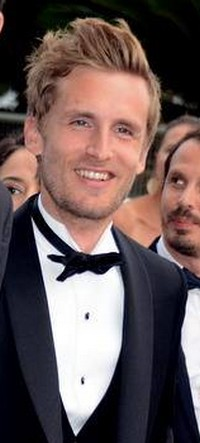
Philippe Lacheau en 2014.

- 3 juin : Tamim ben Hamad Al Thani, Émir du Qatar depuis 2013.
- 6 juin : 
  - Jennifer Armentrout, écrivaine américaine.
  - Gavriel Howard Feist, écrivain français.
- 8 juin : Zineb Triki, actrice franco-marocaine.
- 11 juin : Karen Yu, femme politique taïwanaise.
- 12 juin : 
  - Marco Bortolami, joueur de rugby italien.
  - Denys Monastyrsky, homme politique ukrainien († 18 janvier 2023).
- 13 juin : 
  - Florent Malouda, footballeur français.
  - Asmahan Boudjadar, athlète handisport algérienne.
- 14 juin : Marine Galstyan, actrice de théâtre et de télévision arménienne.
- 16 juin : 
  - Sibel Kekilli, anciennement actrice pornographique et actrice allemande d'origine turque.
  - Justine Fraioli, actrice, journaliste et animatrice de télévision française.
- 17 juin : Venus Williams, joueuse de tennis américaine.
- 20 juin : Carlo Festuccia, joueur de rugby italien.
- 21 juin : Silvina Luna, actrice argentine († 31 août 2023).
- 23 juin : Melissa Rauch, actrice américaine.
- 25 juin : Philippe Lacheau, acteur, réalisateur, scénariste et animateur de télévision français.
- 26 juin :
  - Jeroen de Man, acteur et metteur en scène néerlandais.
  - Rémy Vercoutre, footballeur français.
  - Sinik, rappeur français.
- 27 juin : François-Xavier Ménage, journaliste de télévision et de radio et reporter français.

## Juillet

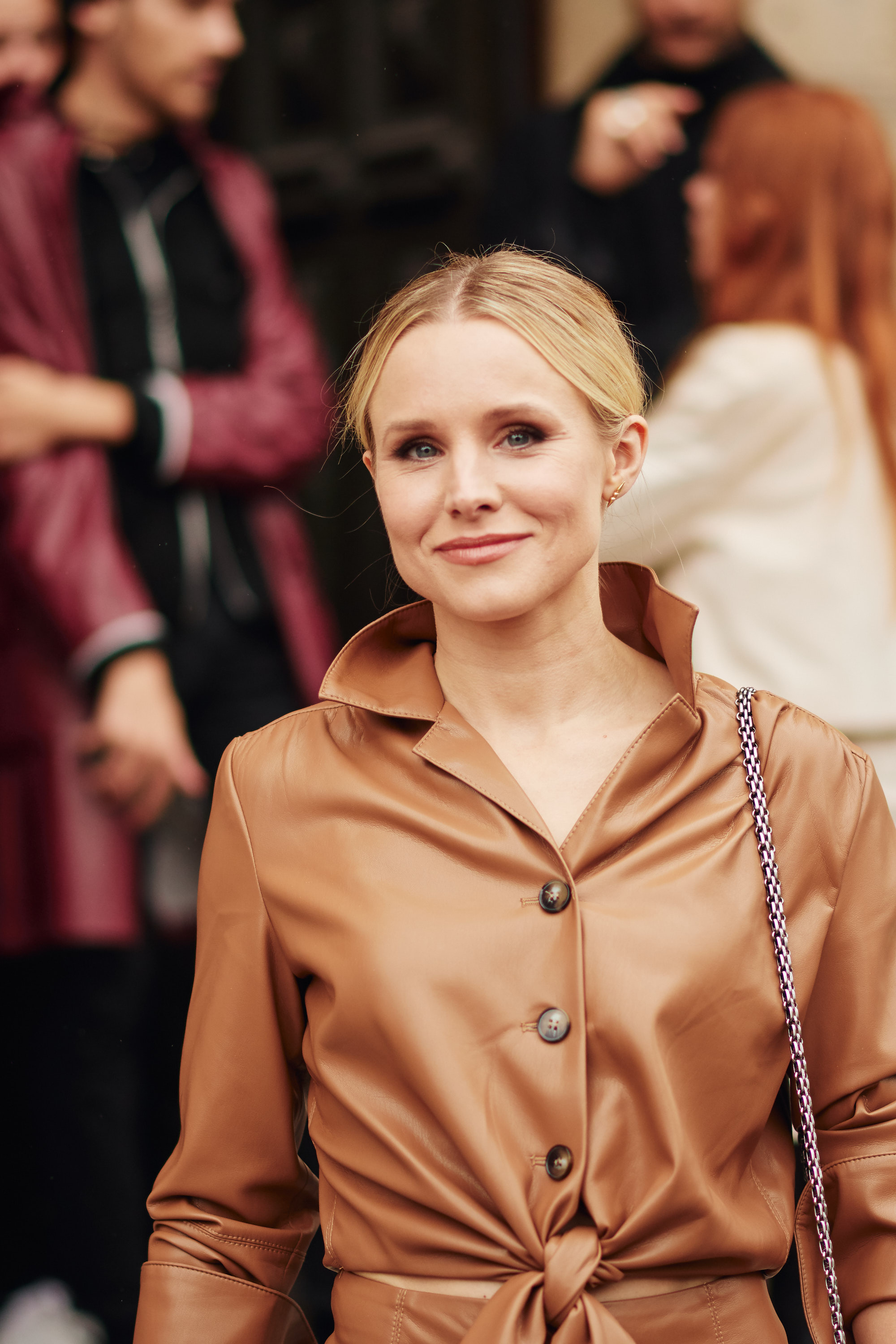
Kristen Bell en 2019.

- 1er juillet : Boris Roatta, acteur français († 25 août 1994).
- 3 juillet : Vera Mouratova, haltérophile russe.
- 4 juillet :
  - Thomas J. Bergersen, compositeur norvégien, cofondateur de Two Steps from Hell.
  - Stephen Brun, basketteur français.
  - Jade Chkif, acteur franco-marocain († 19 novembre 2021).
- 5 juillet : Laëtitia Milot, actrice et écrivaine française.
- 6 juillet : 
  - Pau Gasol, basketteur espagnol.
  - Eva Green, actrice française.
  - Sonia Rolley, journaliste française.
  - Joell Ortiz, Rappeur américain d'origine portoricaine.
- 10 juillet :
  - Marina Kvaskoff, épidémiologiste française.
  - Jessica Simpson, chanteuse américaine.
- 11 juillet : Céline Charlès, dessinatrice de bande dessinée française.
- 12 juillet : 
  - Kristen Connolly, actrice américaine.
  - Danièle Obono, femme politique franco-gabonaise.
- 14 juillet : Joy Wielkens, actrice néerlandaise.
- 15 juillet : Erika Sanz, actrice espagnole.
- 16 juillet : 
  - Jesse Jane, actrice pornographique américaine († 24 janvier 2024).
  - Tvboy, artiste italien.
- 18 juillet : Kristen Bell, actrice américaine.
- 19 juillet :
  - Emilie Mazoyer, animatrice radio française.
  - Mikhaïl Tolstykh, militaire ukrainien († 8 février 2017).
  - Mark Webber, acteur, producteur, réalisateur et scénariste américain.
- 20 juillet : 
  - Gisele Bündchen, top model brésilienne.
  - Énora Malagré, chroniqueuse et animatrice de télévision et de radio française.
  - Jin Goo, acteur sud-coréen.
- 24 juillet :
  - Isabele Benito, journaliste, présentatrice de télévision et animatrice de radio brésilienne.
  - Gauge, actrice américaine.
  - Vladislav Frolov, athlète russe, spécialiste du 400 m.
  - Sergio Aguilar, matador espagnol.
- 25 juillet : Diam's, chanteuse française.
- 26 juillet : Jacinda Ardern, femme politique néo-zélandaise, Premier ministre de 2017 à 2023.
- 27 juillet : Nic Nemeth, catcheur américain travaillant à la WWE.
- 30 juillet : Sara Anzanello, joueuse de volley-ball italienne († 25 octobre 2018).
- 31 juillet : Mikko Hirvonen, pilote de rallye finlandais.

## Août

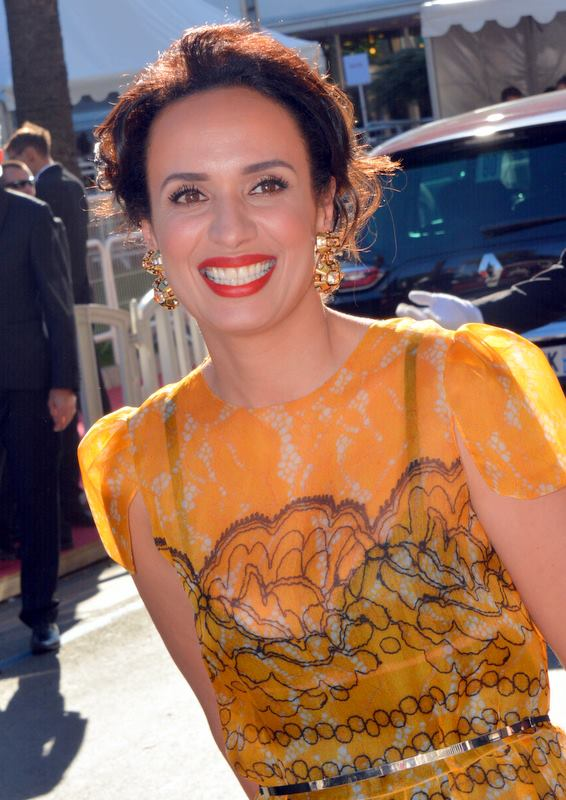
Amelle Chahbi en 2017.

- 3 août : Hannah Simone, actrice, présentatrice TV et mannequin anglo-canadienne.
- 6 août : Natalija Eder, athlète handisport autrichienne.
- 8 août :
  - John Cannon, joueur de rugby à XV canadien († 19 mars 2016).
  - Abdeslam Mebarakou, footballeur algérien.
  - Michael Urie, acteur américain.
- 9 août : Silas Young, lutteur professionnel américain.
- 10 août : Wade Barrett, catcheur anglais.
- 11 août : Merritt Wever, actrice américaine.
- 12 août : Maggie Lawson, actrice américaine.
- 14 août : David Dal Maso, joueur de rugby à XV italien.
- 16 août : Vanessa Carlton, chanteuse et pianiste américaine.
- 17 août : 
  - Jan Kromkamp, footballeur néerlandais.
  - Lene Marlin, chanteuse norvégienne.
- 18 août : Emir Spahić, footballeur bosnien.
- 19 août : 
  - Houcine Camara, chanteur et compositeur, finaliste de la saison 2 de la Star Academy.
  - Darius Danesh, chanteur pop écossais d'origine iranienne († 11 août 2022).
- 20 août : Salaheddine Benchikhi, blogueur et présentateur néerlando-marocain.
- 21 août : 
  - Amelle Chahbi, comédienne, auteure de théâtre et réalisatrice française.
  - Jon Lajoie, humoriste et chanteur canadien.
- 24 août : Grégory Villemin, victime de meurtre dans l'affaire du petit Grégory († 16 octobre 1984).
- 25 août :
  - Ovidie, réalisatrice, documentariste, scénariste, écrivain, journaliste, productrice de cinéma et ancienne actrice de films pornographiques française.
  - Ève Angeli, chanteuse, comédienne et présentatrice de télévision française.
- 26 août :
  - Macaulay Culkin, acteur américain.
  - Xavier Dang, streameur, vidéaste et compositeur français.
  - Chris Pine, acteur américain.
- 29 août :
  - David Desrosiers, bassiste du groupe Simple Plan.
  - Corina Ungureanu, gymnaste roumaine.
  - Nicholas Tse, acteur canadien.

## Septembre
- 1er septembre : 

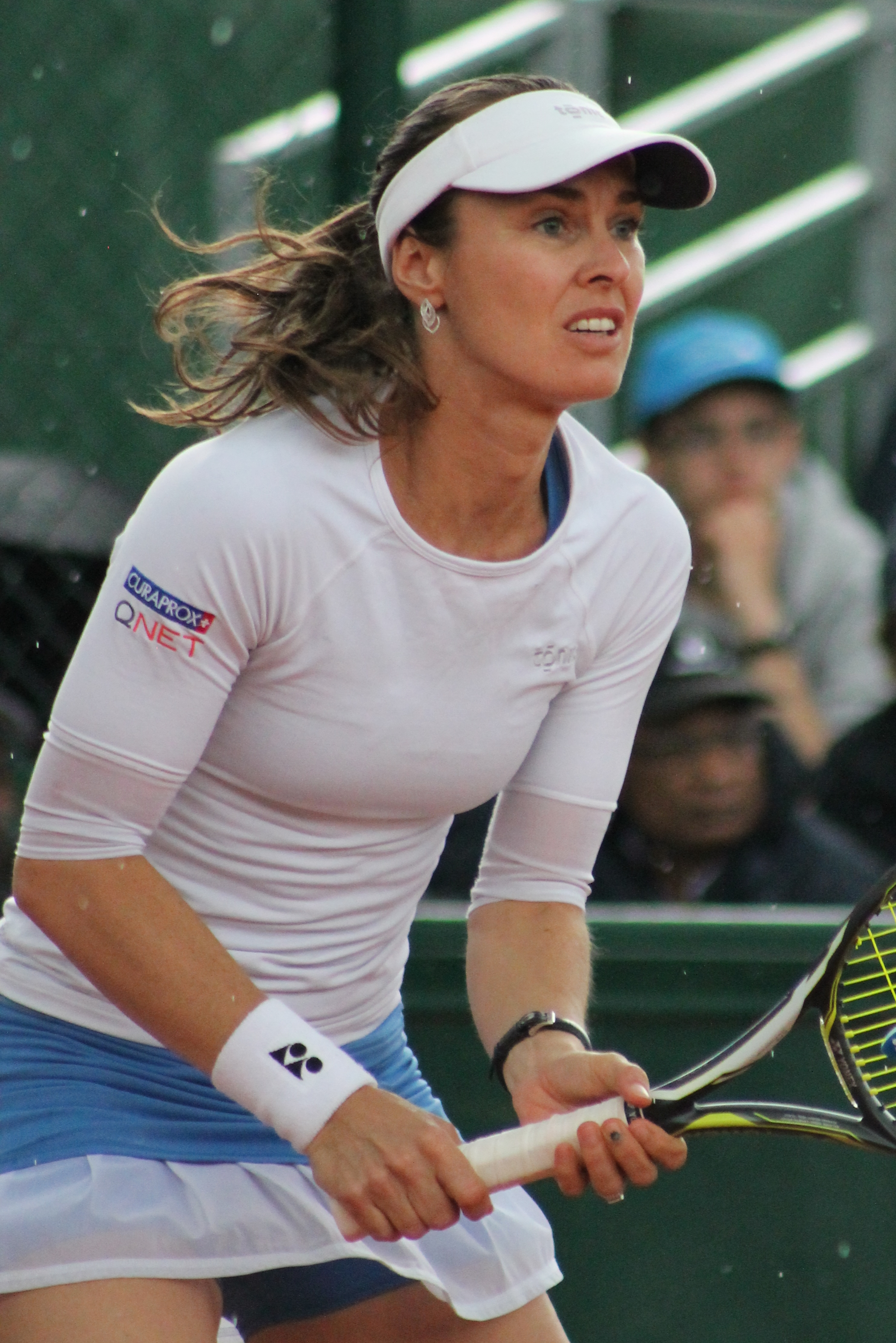
Martina Hingis en 2016.

  - Sammy Adjei, footballeur ghanéen.
  - Shogo Akada, joueur de baseball japonais.
  - Wildanie Cupidon, religieuse catholique haïtienne.
- 3 septembre : Jason McCaslin, guitariste canadien.
- 6 septembre : Jillian Hall, catcheuse professionnelle américaine travaillant à la WWE.
- 7 septembre :
  - Saïd Kouachi, criminel français († 9 janvier 2015).
  - Gabriel Milito, footballeur argentin.
- 9 septembre : Michelle Williams, actrice américaine.
- 10 septembre : 
  - Mikey Way, bassiste du groupe My Chemical Romance.
  - Raema Lisa Rumbewas, haltérophilie indonésienne († 14 janvier 2024).
- 11 septembre : John Fritz Moreau, PDG de Juno7.
- 12 septembre :
  - Yao Ming, basketteur chinois.
  - Anne Tilloy alias Morganne Matis, chanteuse française et actrice spécialisée dans le doublage.
- 13 septembre : 
  - Daisuke Matsuzaka, joueur de baseball japonais.
  - Han Chae-young, actrice sud-coréenne.
- 17 septembre : Gonzalo Peralta, footballeur argentin († 7 octobre 2016).
- 21 septembre : Autumn Reeser, actrice américaine.
- 22 septembre : Norbert Tarayre, cuisinier, animateur de télévision et humoriste français.
- 23 septembre : Liz Murray, oratrice américaine.
- 24 septembre : Yili Nooma, musicienne burkinabé.
- 25 septembre : T.I., rappeur américain.
- 27 septembre : Akinori Asashoryu, lutteur sumo mongol, 68e yokozuna de l'histoire du sumo.
- 28 septembre : 
  - Benjamin Nicaise, footballeur puis entraîneur français.
  - Wassila Rédouane-Saïd-Guerni, escrimeuse algérienne.
- 29 septembre :
  - Iván Fandiño, matador espagnol († 17 juin 2017).
  - Zachary Levi, acteur américain.
- 30 septembre : 
  - Virgil Abloh, styliste, designer et disc-jockey américain ((† 28 novembre 2021).
  - Martina Hingis, joueuse de tennis suisse.

## Octobre
- 4 octobre :

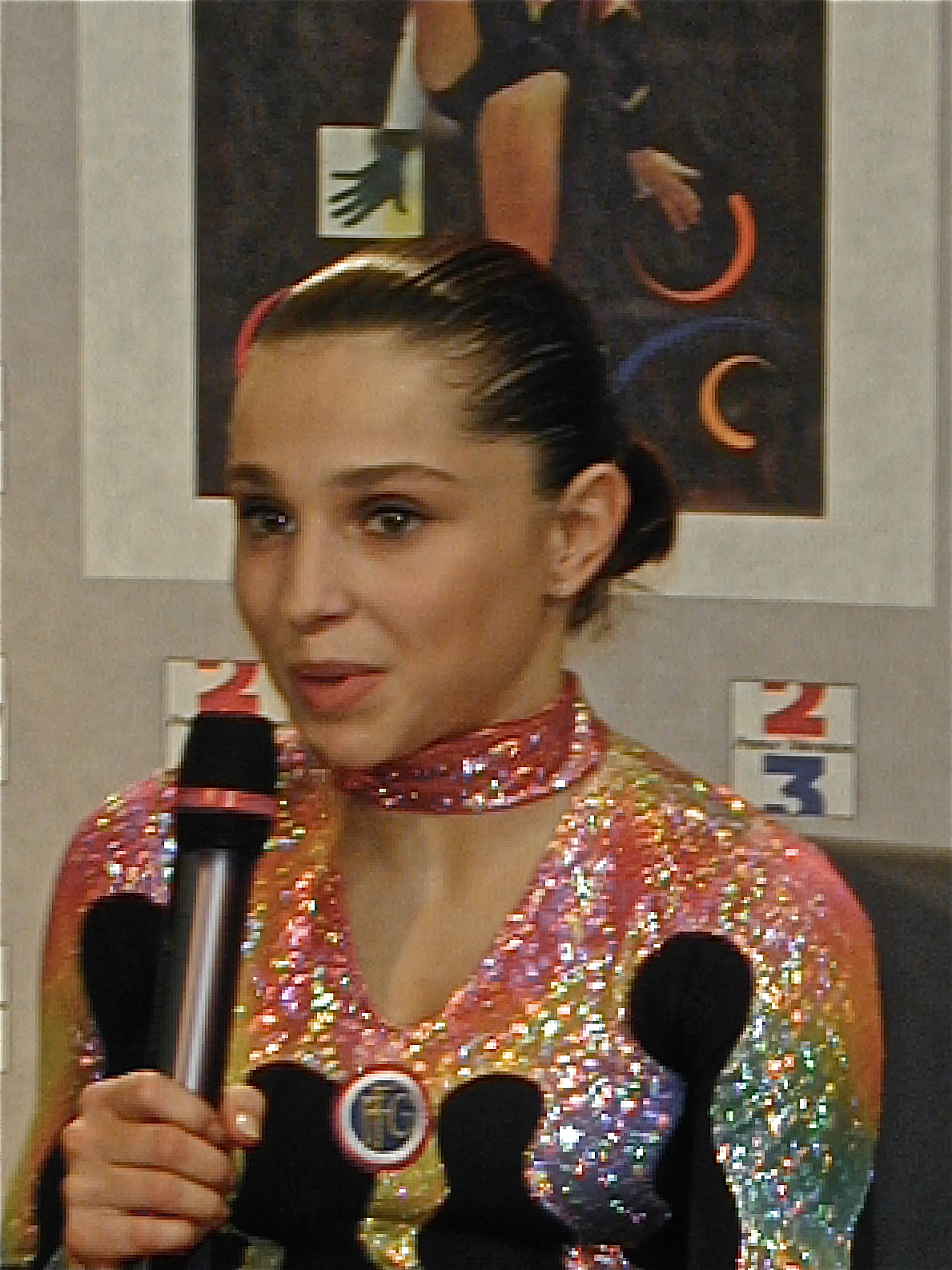
Ludivine Furnon en 2000.

  - Marieke de Kleine, actrice néerlandaise.
  - Tomáš Rosický, footballeur tchèque.
  - Ludivine Furnon, gymnaste française.
- 7 octobre : Edison Chen, acteur hong-kongais.
- 8 octobre : The Miz, catcheur américain.
- 9 octobre : Henrik Zetterberg, hockeyeur suédois.
- 13 octobre : Ashanti, chanteuse de R'n'B américaine.
- 15 octobre : Gamariel Mbonimana, homme politique rwandais.
- 16 octobre : Jeremy Jackson, acteur et chanteur américain.
- 17 octobre : Iekaterina Gamova, ex-volleyeuse russe.
- 21 octobre : Kim Kardashian, femme d'affaires, productrice et animatrice de télévision américaine.
- 27 octobre : Seth Gueko, rappeur français.
- 28 octobre : Jérémy Michalak, chroniqueur, producteur, animateur TV et radio français.
- 29 octobre : Kaine Robertson, joueur de rugby néo-zélandais.

## Novembre
- 4 novembre :

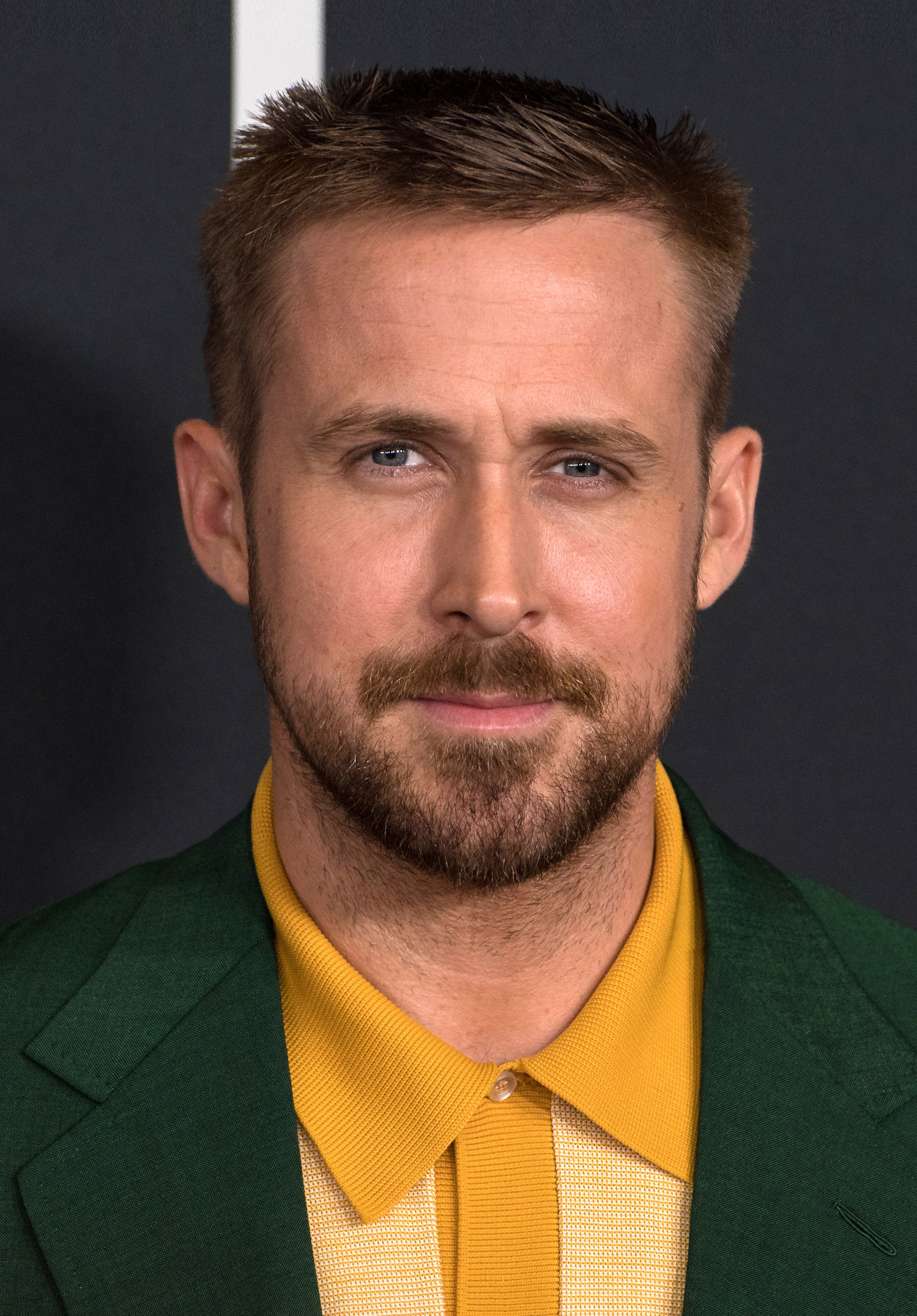
Ryan Gosling en 2018.

  - Jerry Collins, joueur de rugby à XV néo-zélandais († 5 juin 2015).
  - Marcy Rylan, actrice américaine.
- 7 novembre : Muhammad Hassan, catcheur américain.
- 13 novembre : Benjamin Darbelet, judoka français.
- 12 novembre : Ryan Gosling, acteur canadien.
- 13 novembre : Sara Del Rey, catcheuse et entraîneuse américaine.
- 15 novembre : Kevin Staut, cavalier professionnel français.
- 17 novembre :
  - Luciana Sandoval, danseuse et mannequin salvadorienne.
  - Anna Katharina Stoll, musicienne et présentatrice allemande.
- 19 novembre : Nurul Izzah Anwar, femme politique malaisienne.
- 24 novembre : 
  - Beth Phoenix, catcheuse américaine.
  - Brandon Hunter, joueur de basket-ball américain († 12 septembre 2023).
- 26 novembre : Satoshi Õno, chanteur japonais du groupe Arashi.
- 29 novembre : Jiggly Caliente, drag-queen, chanteur, mannequin et activiste transgenre filipino-américaine († 27 avril 2025).
- ? novembre : Ndifor Afanwi Franklin, pasteur évangélique pentecôtiste et homme politique camerounais († 16 mai 2020).

## Décembre

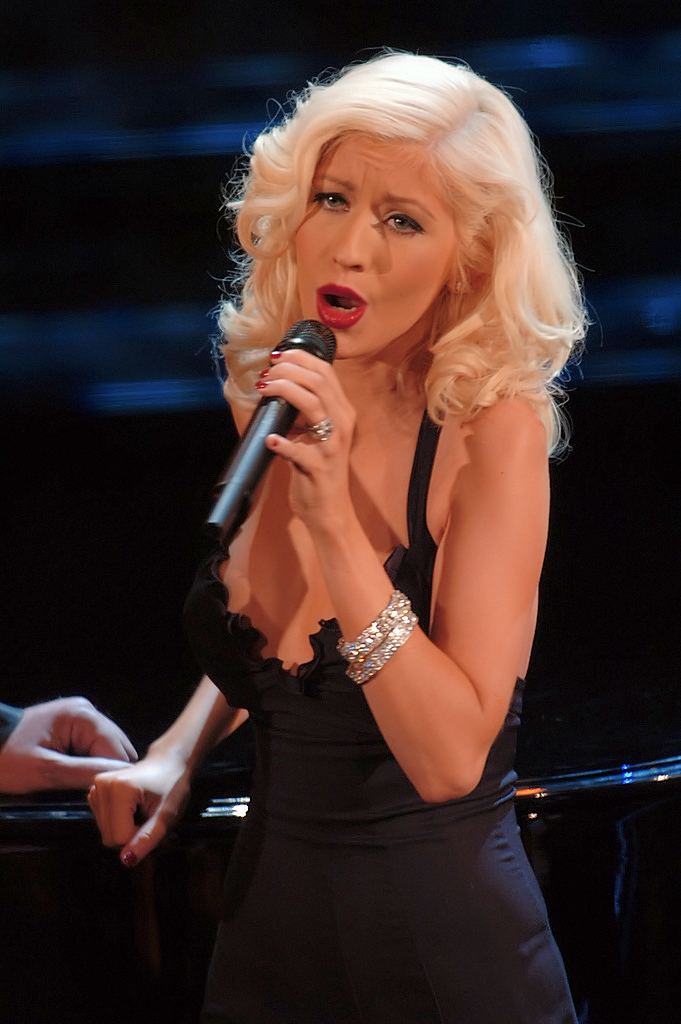
Christina Aguilera en 2006.

- 4 décembre : Antón Cortés, matador espagnol.
- 6 décembre : Kei Yasuda, chanteuse, actrice et ex-idole japonaise.
- 9 décembre : 
  - Simon Helberg, acteur américain.
  - Verónika Mendoza, femme politique péruvienne.
- 12 décembre : Virginie Mamba, joueuse de handball congolaise.
- 13 décembre : Oljas Bektenov, homme d'État kazakh.
- 15 décembre : Élodie Gossuin, animatrice de télévision et chroniqueuse française.
- 16 décembre : Alban Lenoir, acteur et cascadeur français.
- 18 décembre :
  - Christina Aguilera, chanteuse américaine.
  - Neil Fingleton, acteur et joueur de basket-ball anglais († 25 février 2017).
- 19 décembre : Jake Gyllenhaal, acteur américain.
- 22 décembre : Chris Carmack, acteur américain et ex-mannequin.
- 27 décembre : 
  - Cesaro, catcheur suisse.
  - Soufiane Lahouassa, footballeur algérien.
- 30 décembre : Eliza Dushku, actrice américaine.
- 31 décembre : Richie McCaw, joueur de rugby à XV néo-zélandais.

## Date inconnue
- Camelia Matei Ghimbeu, directrice de recherche au CNRS.
- Moni Mulepati, alpiniste népalaise newar.
- Nicole van Nierop, actrice et scénariste néerlandaise.
- Abdoul Jabbar, auteur, compositeur, interprète et chanteur guinéen († 5 février 2021).
- Zoleka Mandela, écrivaine et une militante sud-africaine († 25 septembre 2023).
- Audrey Lefevre, mannequin de formation et maquilleuse française.